# Tollius quadratus
Tollius quadratus är en insektsart som beskrevs av Van Duzee 1921. Tollius quadratus ingår i släktet Tollius och familjen krumhornskinnbaggar. Inga underarter finns listade i Catalogue of Life.